# حاج‌علی‌لی (بردع) ۲
حاج‌علی‌لی (به لاتین: Hacallı) یک منطقه مسکونی در جمهوری آذربایجان است که در شهرستان بردع واقع شده است.